# Giovanni Invernizzi (calciatore 1931)
Giovanni Invernizzi (Albairate, 26 agosto 1931 – Milano, 28 febbraio 2005) è stato un calciatore e allenatore di calcio italiano, di ruolo centrocampista.

## Carriera

### Calciatore

#### Club
Probabilmente a causa del cognome viene erroneamente associato alla famiglia Invernizzi, famosa per la produzione di formaggi (e per questo soprannominato Robiolina), in realtà la sua origine è Abbiategrasso, mentre gli industriali sono nati a Pasturo in Valsassina. Giovanni crebbe calcisticamente nelle giovanili dell'Inter a partire dal giugno 1945, dopo che Carlo Carcano scoprì le sue doti di calciatore prelevandolo dall'Audace Abbiategrasso. Invernizzi esordì in Serie A con la maglia nerazzurra il 30 aprile 1950 nella partita Torino-Inter 1-0, ma, non trovando un posto fisso in prima squadra, giocò successivamente in prestito con il Genoa, l'Udinese e la Triestina. Rientrato all'Inter nella stagione 1954-1955, ben presto ottenne un posto da titolare in squadra, diventandone anche capitano; rimase in nerazzurro fino al 1960, quando, dopo l'arrivo di Helenio Herrera, venne ceduto al Torino. Passato poi al Venezia, Invernizzi terminò la sua carriera da calciatore nel 1964 con il Como, ma in seguito intraprese quella di allenatore, che gli diede le migliori soddisfazioni.

#### Nazionale
Invernizzi vanta un'unica presenza nella Nazionale di calcio dell'Italia, nella partita contro l'Irlanda del Nord giocata a Belfast nel 1958 e persa dagli Azzurri, che vennero così estromessi dal Mondiale di Svezia. 
Ha disputato anche 4 partite nella Nazionale Giovanile.

### Allenatore
Come allenatore, Invernizzi ripartì dall'Inter, che gli affidò la guida della squadra Primavera a metà degli anni sessanta. Nel novembre 1970, a seguito dell'esonero di Heriberto Herrera dopo la quinta giornata di campionato, passò ad allenare la prima squadra: ottenne l'appoggio dei senatori nerazzurri, reintegrando in squadra Bedin, Jair e Corso (esclusi da Herrera), e condusse l'Inter alla vittoria del suo 11º scudetto, superando in classifica nelle ultime giornate il Milan, che aveva accumulato nei confronti dei "cugini" un distacco di 6 punti. Con Invernizzi, nella stagione 1970-1971 l'Inter rimase imbattuta per 23 partite consecutive.
Nella stagione 1971-1972, Invernizzi non riuscì a bissare il successo in campionato, portando l'Inter al 5º posto, ma fu nuovamente protagonista, stavolta in ambito europeo, guidando la squadra nerazzurra fino alla finale di Coppa dei Campioni, poi persa contro l'Ajax.
Nel corso della stagione 1972-1973 Invernizzi si dimise da tecnico dei nerazzurri, non riuscendo più a gestire i rapporti con la squadra. In seguito ha allenato il Taranto (nella Serie B 1973-1974 e all'inizio della stagione successiva), il Brindisi e il Piacenza, dove incontra nuove difficoltà legate alla gestione dello spogliatoio e viene esonerato a causa dei risultati negativi ottenuti. In seguito ritorna nuovamente all'Inter in qualità di osservatore.

### Morte
Invernizzi morì di cancro al Policlinico di Milano il 28 febbraio 2005, a 73 anni.

## Statistiche

### Cronologia presenze e reti in nazionale
| Cronologia completa delle presenze e delle reti in nazionale ― Italia | Cronologia completa delle presenze e delle reti in nazionale ― Italia | Cronologia completa delle presenze e delle reti in nazionale ― Italia | Cronologia completa delle presenze e delle reti in nazionale ― Italia | Cronologia completa delle presenze e delle reti in nazionale ― Italia | Cronologia completa delle presenze e delle reti in nazionale ― Italia | Cronologia completa delle presenze e delle reti in nazionale ― Italia | Cronologia completa delle presenze e delle reti in nazionale ― Italia |
| Data                                                                  | Città                                                                 | In casa                                                               | Risultato                                                             | Ospiti                                                                | Competizione                                                          | Reti                                                                  | Note                                                                  |
| --------------------------------------------------------------------- | --------------------------------------------------------------------- | --------------------------------------------------------------------- | --------------------------------------------------------------------- | --------------------------------------------------------------------- | --------------------------------------------------------------------- | --------------------------------------------------------------------- | --------------------------------------------------------------------- |
| 15-1-1958                                                             | Belfast                                                               | Irlanda del Nord                                                      | 2 – 1                                                                 | Italia                                                                | Qual. Mondiali 1958                                                   | -                                                                     |                                                                       |
| Totale                                                                |                                                                       | Presenze                                                              | 1                                                                     |                                                                       | Reti                                                                  | 0                                                                     |                                                                       |

### Statistiche da allenatore
In grassetto le competizioni vinte.
| Stagione            | Squadra         | Campionato      | Campionato | Campionato | Campionato | Campionato | Coppe nazionali | Coppe nazionali | Coppe nazionali | Coppe nazionali | Coppe nazionali | Coppe continentali | Coppe continentali | Coppe continentali | Coppe continentali | Coppe continentali | Altre coppe | Altre coppe | Altre coppe | Altre coppe | Altre coppe | Totale | Totale | Totale | Totale | % Vittorie |
| Stagione            | Squadra         | Comp            | G          | V          | N          | P          | Comp            | G               | V               | N               | P               | Comp               | G                  | V                  | N                  | P                  | Comp        | G           | V           | N           | P           | G      | V      | N      | P      | %          |
| ------------------- | --------------- | --------------- | ---------- | ---------- | ---------- | ---------- | --------------- | --------------- | --------------- | --------------- | --------------- | ------------------ | ------------------ | ------------------ | ------------------ | ------------------ | ----------- | ----------- | ----------- | ----------- | ----------- | ------ | ------ | ------ | ------ | ---------- |
| nov. 1970-1971      | Inter           | A               | 25         | 18         | 6          | 1          | CI              | 0               | 0               | 0               | 0               | CdF                | 0                  | 0                  | 0                  | 0                  | CAI+TP      | 4+4         | 1+2         | 2+1         | 1+1         | 33     | 21     | 9      | 3      | 63,64      |
| 1971-1972           | Inter           | A               | 30         | 13         | 10         | 7          | CI              | 10              | 4               | 2               | 4               | CC                 | 9                  | 3                  | 3                  | 3                  | -           | -           | -           | -           | -           | 49     | 20     | 15     | 14     | 40,82      |
| 1972-mar. 1973      | Inter           | A               | 23         | 11         | 5          | 7          | CI              | 4               | 3               | 1               | 0               | CU                 | 6                  | 4                  | 1                  | 1                  | -           | -           | -           | -           | -           | 33     | 18     | 7      | 8      | 54,55      |
| Totale Inter        | Totale Inter    | Totale Inter    | 78         | 42         | 21         | 15         |                 | 14              | 7               | 3               | 4               |                    | 15                 | 7                  | 4                  | 4                  |             | 8           | 3           | 3           | 2           | 115    | 59     | 31     | 25     | 51,30      |
| 1973-1974           | Taranto         | B               | 38         | 11         | 17         | 10         | CI              | 4               | 1               | 1               | 2               | -                  | -                  | -                  | -                  | -                  | -           | -           | -           | -           | -           | 42     | 12     | 18     | 12     | 28,57      |
| nov. 1974-feb. 1975 | Brindisi        | B               | 11         | 0          | 5          | 6          | CI              | 0               | 0               | 0               | 0               | -                  | -                  | -                  | -                  | -                  | -           | -           | -           | -           | -           | 11     | 0      | 5      | 6      | &0,00      |
| lug.-nov. 1976      | Piacenza        | C               | 12         | 4          | 5          | 3          | CI-S            | 4               | 3               | 1               | 0               | -                  | -                  | -                  | -                  | -                  | -           | -           | -           | -           | -           | 16     | 7      | 6      | 3      | 43,75      |
| Totale carriera     | Totale carriera | Totale carriera | 139        | 57         | 48         | 34         |                 | 22              | 11              | 5               | 6               |                    | 15                 | 7                  | 4                  | 4                  |             | 8           | 3           | 3           | 2           | 184    | 78     | 60     | 46     | 42,39      |

## Palmarès

### Allenatore
- Campionato italiano: 1

Inter: 1970-1971